# Bois de bombarde
Tambourissa elliptica
Espèce
Le bois de bombarde, aussi appelé bois de tambour ou tamboul elliptique (Tambourissa elliptica), est une espèce de plantes à fleurs de la famille des Monimiaceae. C'est un arbre endémique de l'île de la Réunion.
Le tronc des vieux individus devient généralement renflé et creux, ce qui permettait jadis d'en faire des ruches rustiques, localement appelées “bombardes”.
Comme chez les autres espèces du genre Tambourissa, les fleurs sont très particulières. Les inflorescences unisexuées qui apparaissent directement sur le bois ressemblent à de petites figues. Elles s'ouvrent en se déchirant et en faisant apparaître des fleurs simplifiées ; les fleurs mâles sont notamment réduites à une seule étamine.